# Phyllodoce erythraeensis
Phyllodoce erythraeensis is een borstelworm uit de familie Phyllodocidae. De wetenschappelijke naam van de soort werd in 1900 gepubliceerd door Charles Gravier. De soort werd verzameld aan de kust van de Rode Zee in Djibouti.